# Apocalypse
Apocalypse (engelsk originaltitel: Apocalypse Now) är en episk amerikansk krigsfilm från 1979, i regi av Francis Ford Coppola som också skrev manus i samarbete med John Milius. Handlingen är inspirerad av romanen Mörkrets hjärta från 1902 av Joseph Conrad, men handlingen är förflyttad från Kongofloden under Kongostaten till Mekongfloden i Vietnam och Kambodja under det samtida Vietnamkriget. Huvudrollen spelas av Martin Sheen.

## Handling
1969 mitt under Vietnamkriget hämtas den nedgångna MACV-SOG-operatören kapten Benjamin Willard (Sheen) från sitt hotellrum i Saigon av två uniformerade män och blir förd till högkvarteret för I Field Force i Nha Trang. På högkvarteret får han en orientering om U.S. Army Special Forces översten Kurtz (Marlon Brando), som för ett privat och mycket brutalt krig mot NVA, FNL och Röda khmererna utan godkännande från högre befäl. Kurtz har sin bas i östra Kambodja där hans armé består av amerikanska soldater, milisförband från Khmerer och Degar-folken. Willard får order om att till varje pris döda överste Kurtz.
Kort därefter börjar resan, då kapten Willard, tillsammans med de unga soldaterna Lance Johnson (Sam Bottoms), "Clean" (Laurence Fishburne), "Chief" (Albert Hall) samt "Chef" (Frederic Forrest), tar sig upp för Nung-floden i en patrullbåt.

## Medverkande i urval
| Martin Sheen                   | – Kapten Benjamin L. Willard                           |
| Marlon Brando                  | – Överste Walter E. Kurtz                              |
| Robert Duvall                  | – Överstelöjtnant William "Bill" Kilgore               |
| Frederic Forrest               | – Engineman 3rd Class Jay "Chef" Hicks                 |
| Albert Hall                    | – Chief Quartermaster George Phillips                  |
| Sam Bottoms                    | – Gunner's Mate 3rd Class Lance B. Johnson             |
| Larry Fishburne                | – Gunner's Mate 3rd Class Tyrone "Mr Clean" Miller     |
| Dennis Hopper                  | – En amerikansk manisk fotojournalist                  |
| G.D. Spradlin                  | – Generallöjtnant Corman                               |
| Jerry Ziesmer                  | – En mystisk man, "Jerry" (även filmens regiassistent) |
| Harrison Ford Överste G. Lucas | – Scott Glenn Kapten Richard M. Colby                  |

## Om filmen
- Filmen är inspirerad av Joseph Conrads roman Mörkrets hjärta (1902), men handlingen är förflyttad från Kongofloden under Kongostaten till Mekongfloden i Vietnam och Kambodja under Vietnamkriget. Filmen spelades in på Filippinerna och kantades av ständiga problem. Bland annat försenades inspelningen avsevärt av flera skäl, varvid de ökade kostnaderna flera gånger riskerade att försätta Coppolas eget produktionsbolag Zoetrope Studios i konkurs.
- Al Pacino avböjde huvudrollen som istället gick till Harvey Keitel. De första inspelningarna gjordes på Filippinerna 1 mars–8 juni 1976 men under den perioden fick Keitel sparken och ersattes av Martin Sheen. Vädret var under maj väldigt uselt då en tyfon drog in, och ett antal vittnen beskriver Coppola som ganska instabil redan efter ett par månaders filmande under svåra omständigheter. Inspelningarna återupptogs i juli 1976 och pågick till december. Martin Sheen var livrädd för att återuppta filmandet under de svåra omständigheter som rådde. Då Dennis Hopper anlände var han drogpåverkad, något han fortsatte vara under större delen av inspelningen. Marlon Brando tyckte å sin sida så illa om Hopper att han vägrade bli filmad tillsammans med honom. Då Brando inte ens läst Mörkrets hjärta eller på något vis förberett sig hade Coppola högläsning med honom. Sista inspelningsfasen pågick januari–juni 1977. Under den perioden, 5 mars, fick Sheen en hjärtinfarkt men återhämtade sig hyggligt fort. Det hela doldes för allmänheten och filmbolagen. När man avslutade inspelningen hade man filmat i 238 dagar och hade omkring 250 timmar film. Det hela hade kostat 30 miljoner dollar, och ytterligare 10 gick till efterproduktionen. Det hela drog ut på tiden så mycket att den engelskspråkiga pressen döpte om filmen till Apocalypse Never, innan den slutligen hade premiär 1979. Filmen gick med vinst men blev ändå inte riktigt den framgång som Coppola hade hoppats på vid den tidpunkten.
- Filmens kanske mest kända episod är när de amerikanska flygarna startar för att utföra flyganfall med napalmbomber mot Nordvietnam till tonerna av Wagners orkesterstycke Valkyrieritten från akt III av operan Valkyrian. Två andra berömda sekvenser är filmens början och slut när The End med The Doors spelas.
- Filmen hade svensk premiär 26 oktober 1979 med en 70 mm-kopia på Sagabiografen i Stockholm.
- Apocalypse vann två Oscar, för bästa filmfoto och för bästa ljud, samt Guldpalmen.
- Filmens titel anspelar på en populär pinnål i slutet på 1960-talet med ett fredstecken och texten "Nirvana now" (Nirvana nu). John Milius tyckte illa om detta, då han tolkade det som att man förespråkade upplysning igenom psykedeliska droger i stället för hängivet praktiserande av buddhism. Som en parodi tog Milius en av dessa pinnålar och ritade vingar på den så fredstecknet såg ut som ett bombplan och skrev "apocalypse" över "nirvana".
- Filmen hade nypremiär i en tekniskt förbättrad och omredigerad 202 minuter lång version 31 augusti 2001, med titeln Apocalypse Now Redux. Aftonbladet, Expressen och Göteborgsposten gav den nya versionen av filmen deras högsta betyg, 5 av 5.
- I filmen reciterar Marlon Brando ett parti ur T.S. Eliots kända dikt "The Hollow Men" som inleds med en dedikation som anspelar på Joseph Conrads Mörkrets hjärta:

"Mistah Kurtz - he dead

A penny for the Old Guy"
(Den andra raden anspelar på engelska Guy Fawkes Night.)
Regissörens fru Eleanor Coppola sammanställde 1991 en dokumentärfilm om inspelningen, Hearts of Darkness: A Filmmaker's Apocalypse, med både film och ljud från inspelningen samt nyinspelade intervjuer med de inblandade. I den framkom det bland annat att manusförfattaren John Millius hade tänkt att filmen skulle spelas in i Vietnam (då under brinnande krig) med George Lucas som regissör.